# All About Us (singolo)
All About Us è un singolo del duo musicale russo t.A.T.u., pubblicato il 1º settembre 2005 come primo estratto dal secondo album in studio in lingua inglese Dangerous and Moving.
Diventò presto un successo internazionale, arrivando a segnare la top-ten delle classifiche di molti Paesi, come Austria, Francia, Germania, Italia, Regno Unito e Svezia.

## Descrizione
Scritta dalle The Veronicas assieme a Billy Steinberg e Josh Alexander, e prodotta da Martin Kierszenbaum e Robert Orton, All About Us è il singolo di lancio del secondo album in lingua inglese delle t.A.T.u., Dangerous and Moving, di cui costituisce la seconda traccia. Il singolo fu anche incluso nella versione russa del disco, Ljudi invalidy, e apparve nuovamente nella raccolta dei maggiori successi del duo The Best, uscita nel 2006.
Il brano sancisce l'abbandono dell'immagine da lolita delle cantanti del gruppo in favore di quella più trasgressiva e matura, e cerca di mettere a tacere il clamore dei media e le voci riguardanti la loro sessualità e le polemiche che hanno seguito le cantanti dopo il loro emergere.

## Accoglienza
All About Us ha avuto successo in tutto il mondo, venendo accolta con recensioni positive da parte della critica musicale. Alcuni critici hanno riscontrato una correlazione con i precedenti singoli del duo All the Things She Said e Not Gonna Get Us.

## Video musicale
Il videoclip fu girato a Los Angeles e prodotto dal regista James Cox. Esistono due versioni del video, una censurata e l'altra non tagliata (anche conosciuta come "versione esplicita"). La prima fu pubblicata nel sito ufficiale il 18 agosto, mentre la versione senza censura soltanto più tardi. Il video diventò molto popolare in Europa.
Nel 2006 ottenne il premio Muz-TV al miglior video e fu premiato nella medesima categoria agli MTV Russia Music Awards dello stesso anno.

### Sinossi
Questo riassunto è basato sulla versione non censurata.
Il video inizia con Lena e Julia che parcheggiano, mentre nella radio dell'auto viene trasmessa All the Things She Said. Le due entrano in un ristorante, mentre appaiono sullo schermo alcuni titoli di giornale riguardanti voci di corridoio circa la loro relazione. Si siedono al tavolo, bevono della vodka, vengono fotografate e cominciano a litigare, e Julia infuriata esce dal locale. Le intestazioni dei giornali continuano ad apparire e Julia cammina per il lato del ristorante e Lena la perde di vista. Mentre cammina sul ciglio di una strada, vestita in modo piuttosto provocante, Julia accetta un passaggio in macchina da un uomo. Lena prova a chiamare Julia sul cellulare ma lei non risponde perché è al telefono con un'altra persona. Julia ed il ragazzo infine arrivano a casa, dove cominciano a baciarsi e a spogliarsi. Tuttavia, tutto ciò si tramuta in tentato stupro, non appena l'uomo obbliga Julia a copulare. Julia si libera, gli fa il dito medio e telefona Lena. L'uomo però assale fisicamente Julia, gettandola su un tavolino di cristallo. Così, il cellulare le cade di mano e Lena, intuendo la gravità della situazione, si mette alla guida della sua auto e va a cercarla nella notte. Julia riesce a scappare dalle mani del violentatore e trova in una scatola una pistola e dei proiettili. Quando il ragazzo si volta per attaccare Julia di nuovo, lei gli spara in testa. Quindi scavalca una finestra e scende dalle scale d'emergenza, giusto in tempo per incontrare Lena che è appena arrivata con l'auto.

### Censura
La versione censurata del video musicale è stata pesantemente modificata per la messa in onda in TV: è stata omessa la scena in cui Julia alza il dito il medio al ragazzo, lei che viene gettata sul tavolino di cristallo, la scoperta delle pallottole e lo schizzo di sangue sul muro. I fan si sono indignati davanti a una tale censura, e secondo alcuni il video ora fa sembrare che Julia spari all'uomo senza motivo.
Esiste poi un'altra versione censurata del video, mandata in onda esclusivamente in Francia, in cui la scena dell'aggressione e dell'omicidio viene completamente omessa, facendo sembrare che Julia lasci la casa dell'uomo dopo aver chiamato Lena per farsi venire a prendere.

## Tracce
CD single (Europa)
1. All About Us – 3:02
2. Divine – 3:19

CD maxi single (Europa)
1. All About Us (Single Version) – 3:02
2. Divine (Non-LP Long Version) – 3:19
3. All About Us (Stephane K Radio Mix) – 4:01
4. All About Us (Video) (Uncensored Version) – 3:27

CD promo single (Europa)
1. All About Us (Single Version) – 4:02

UK CD maxi single
1. All About Us (Single Version) – 3:02
2. Divine (Non-LP Long Version) – 3:19
3. All About Us (The Audé Vocal Edit) – 4:10
4. All About Us (Stephane K Radio Mix) – 4:01
5. All About Us (Video) (Edited Version) – 3:20

UK CD single (seconda edizione)
1. All About Us (Single Version) – 3:04
2. All The Things She Said (Album Version) – 3:35

DVD single
1. All About Us (Video) (Uncensored Version) – 3:27
2. All About Us (Glam As You Mix By Guena LG) – 6:30
3. All About Us (The Lovemakers Mix) – 4:58

CD single (Giappone)
1. All About Us – 3:02
2. All About Us (Instrumental/Karaoke) – 3:02

The Remixes
1. All About Us (Dave Audé Big Room Vocal) – 7:59
2. All About Us (Dave Audé Vocal Edit) – 4:10
3. All About Us (Dave Audé Big Club Dub) – 8:13
4. All About Us (Dave Audé Big Mixshow) – 5:36
5. All About Us (Dave's Acid Funk Dub) – 8:17
6. All About Us (Stephane K Radio Mix) – 4:02
7. All About Us (Stephane K Extended Mix) – 6:23
8. All About Us (Stephane K Guitar Dub Mix) – 4:38
9. All About Us (The Lovermakers Mix) – 4:15
10. All About Us (Glam As You Mix by Guena LG) – 6:25
11. All About Us (Glam As You Radio Mix by Guena LG) – 3:48
12. All About Us (Sunset In Ibiza Mix by Guena LG) – 8:26
13. All About Us (Sunset In Ibiza Radio Mix by Guena LG) – 4:24

UK Remixes
1. All About Us (Dave Audé Big Mixshow) – 5:33
2. All About Us (Stephane K Extended Mix) – 6:24
3. All About Us (Glam As You Mix by Guéna LG) – 6:26
4. All About Us (Dave's Acid Funk Dub) – 8:17
5. All About Us (Single Version) – 3:20

## Successo commerciale

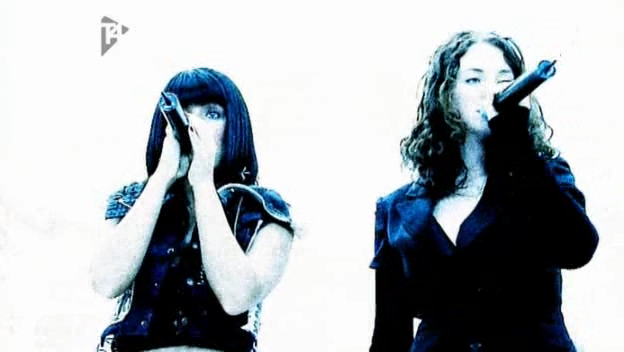
Le t.A.T.u. si esibiscono con All About Us durante il programma televisivo britannico Popworld (2005).

La canzone è entrata nella top-ten in molti Paesi europei, come Austria, Belgio, Finlandia, Francia, Germania, Italia, Svezia e Svizzera, raggiungendo l'11º posto della classifica Eurochart Hot 100 Singles.
In rotazione radiofonica a partire dall'agosto del 2005, in Italia il singolo ha debuttato nel settembre dello stesso anno nella classifica FIMI, dove ha raggiunto la quarta posizione come picco massimo, rimanendo nella top-100 fino al febbraio successivo e risultando il 22º singolo più venduto in Italia nel 2005. In Svizzera il brano ha trascorso oltre metà anno nella Schweizer Hitparade, entrando tra i cento brani più venduti del 2005 e anche del 2006 nel territorio svizzero, rispettivamente al 92º e al 75º posto. In Francia e Germania il brano ha raggiunto la numero 7 in classifica, stazionando nel grafico francese per ventisei settimane e in quello tedesco per diciotto.
Negli Stati Uniti la canzone si è piazzata alla posizione numero 13 della classifica Hot Dance Club Songs. Il brano è inoltre entrato nella top-ten nel Regno Unito, dove ha raggiunto la posizione numero 8 della classifica britannica dei singoli, la numero 20 della classifica irlandese e la numero 7 della classifica scozzese.
Il brano è entrato in classifica anche in Oceania, dove ha raggiunto il picco al 39º posto nelle classifiche australiane ARIA Charts.

## Classifiche

### Classifiche settimanali
| Classifica (2005-06) | Posizione massima |
| -------------------- | ----------------- |
| Australia            | 39                |
| Austria              | 3                 |
| Belgio (Fiandre)     | 11                |
| Belgio (Vallonia)    | 4                 |
| Brasile              | 16                |
| Europa               | 11                |
| Finlandia            | 4                 |
| Francia              | 7                 |
| Germania             | 7                 |
| Giappone             | 27                |
| Grecia               | 9                 |
| Irlanda              | 20                |
| Italia               | 4                 |
| Norvegia             | 10                |
| Paesi Bassi          | 39                |
| Regno Unito          | 8                 |
| Repubblica Ceca      | 6                 |
| Romania              | 8                 |
| Russia               | 7                 |
| Stati Uniti (dance)  | 13                |
| Svezia               | 6                 |
| Svizzera             | 9                 |
| Ucraina              | 5                 |
| Ungheria             | 8                 |

### Classifiche di fine anno
| Classifica (2005) | Posizione |
| ----------------- | --------- |
| Austria           | 35        |
| Belgio (Fiandre)  | 67        |
| Belgio (Vallonia) | 38        |
| Europa            | 54        |
| Francia           | 62        |
| Germania          | 68        |
| Italia            | 22        |
| Regno Unito       | 167       |
| Russia            | 109       |
| Svezia            | 44        |
| Svizzera          | 92        |
| Ucraina           | 82        |
| Classifica (2006) | Posizione |
| Russia            | 150       |
| Svizzera          | 75        |
| Ucraina           | 37        |
| Classifica (2010) | Posizione |
| Ucraina           | 133       |
| Classifica (2011) | Posizione |
| Ucraina           | 153       |

### Classifiche di fine decennio
| Classifica (2000-09) | Posizione |
| -------------------- | --------- |
| Ucraina              | 142       |

## Date di pubblicazione
| Paese       | Data              | Formato | Etichetta           | Note   |
| ----------- | ----------------- | ------- | ------------------- | ------ |
| Giappone    | 1º settembre 2005 | CD      | Interscope          | [ 55 ] |
| Regno Unito | 26 settembre 2005 | CD      | Interscope, Polydor | [ 56 ] |
| Europa      | 30 settembre 2005 | CD      | Interscope          | [ 57 ] |
| Australia   | 17 ottobre 2005   | CD      | Interscope          | [ 58 ] |

## Cover
- Nel 2007 la band svedese Sonic Syndicate ha incluso una cover del brano nel secondo album Only Inhuman.
- Nel 2016 il gruppo doom metal finlandese KYPCK ha inciso All About Us in lingua russa.